# Приселков, Сергей Васильевич
Сергей Васильевич Приселков (3 сентября 1892, Камышлов, Пермская губерния — 1959, Ленинград) — советский живописец и педагог, член Ленинградского Союза художников.

## Биография
Родился 3 сентября 1892 года в городе Камышлове Пермской губернии в семье школьного учителя Приселкова Василия Захаровича (1860—1931), происходившего из духовного звания. Мать Приселкова София Николаевна (в девичестве Чернавина) (1872—1934) занималась домашним хозяйством.
Рисованием Сергей Приселков стал заниматься с детства. Учась в гимназии, шесть лет брал систематические уроки у преподавателя Екатеринбургского художественно-промышленного училища. В 1912 году окончил классическую гимназию в Екатеринбурге и поступил на историко-философский факультет Санкт-Петербургского университета. Одновременно в 1912 поступил в Рисовальную школу Общества Поощрения художеств. В 1916 около года учился в частной студии академика Л. Е. Дмитриева-Кавказского, затем в студии «Новая школа» у Д. Н. Кардовского.
В 1918 Приселков окончил Петербургский университет и в том же году поступил в ПГСХУМ, которые окончил в 1922 году по мастерской К. С. Петрова-Водкина с присвоением звания художника живописи.
В 1919 году, ещё учась в Академии художеств, Приселков начал педагогическую работу в художественной школе при клубе моряков Балтфлота. В 1922 после окончания учёбы был приглашён на преподавательскую работу во ВХУТЕИН, которую продолжал до конца жизни. В 1920—1940-е годы занимался также организационно-административной работой в Академии, возглавляя учебную часть института, деканат живописного факультета и кафедру рисунка.
С 1923 года Участвовал в выставках «Общины художников». В 1929 году вместе с женой С. Г. Венгеровской проходил по делу подпольной «контрреволюционной» организации правой интеллигенции под названием «Воскресенье» (известное как "Дело «Воскресений» или «Дело А. А. Мейера»). По приговору суда был выслан в Архангельск, где работал штатным художником в краевой газете «Правда Севера». В начале 1932 года после пересмотра дела вернулся в Ленинград и был восстановлен на работе в Академии художеств. В том же году был принят в образованный Ленинградский Союз художников.
После начала Великой Отечественной войны Приселков оставался в Ленинграде. Работал в созданной при институте комиссии по противовоздушной маскировке, дежурил в отрядах МПВО по тушению зажигательных бомб. В феврале 1942 года вместе с институтом был эвакуирован в Самарканд, где вёл педагогическую, административную и научную работу. Там же в августе 1942 защитил диссертацию на тему «Рисунки В. А. Васильева», основные положения которой были опубликованы в 1947 году в «Трудах Всероссийской Академии художеств». В июле 1944 года с институтом возвратился в Ленинград. Награждён медалями «За оборону Ленинграда» и «За доблестный труд в Великой Отечественной войне 1941—1945 гг».
После войны продолжал педагогическую работу в ЛИЖСА имени И. Е. Репина. Одновременно работал творчески в станковой живописи, а также в акварели, рисунке и литографии. Среди произведений, созданных С. Приселковым, картины «Лето» (1926), «Портрет С. Венгеровской» (1928), «На даче в Юкках» (1935), «Перед грозой», «На берегу моря» (обе 1953), «Утро» (1954) и другие.
Скончался в 1959 года в Ленинграде на 67-м году жизни.
Произведения С. В. Приселкова находятся в Русском музее в Санкт-Петербурге, в других музеях и частных собраниях в России и за рубежом.

## Ученики
- Среди учеников С. В. Приселкова, в частности, Юрий Хржановский.